# William Horatio Bates

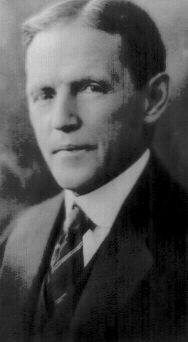
William Bates

William Horatio Bates (Newark, 27 december 1860 - New York, 10 juli 1931) was een Amerikaans oogarts die de Batesmethode heeft ontwikkeld.
Als oogarts formuleerde hij een theorie over de gezondheid van het zicht, in het bijzonder bijziendheid. Hij publiceerde het boek Perfect Sight Without Glasses in 1920. Delen van Bates' benadering zijn gebaseerd op de fysieke opbouw van het oog. Bates' theorieën worden niet geaccepteerd door de standaardgeneeskunde. Toch is er een groep mensen die zegt baat te hebben met de Batesmethode.
Hij staat ook bekend om zijn ontdekking van het hormoon adrenaline (1886). Dit is gepubliceerd in the New York Medical Journal.